# 山崎亜美
山崎 亜美（やまざき あみ、1980年7月18日 - ）は、日本の元AV女優。ねずみっ子クラブの元メンバーとしても知られる。芸能事務所に所属しないフリーランスで活動。元歌手の荒木ミミ（本名：山崎みよ）は実母である。

## 来歴・人物
1980年7月18日、兵庫県神戸市に生まれる。
1992年、小学校6年生の頃日本テレビ『とんねるずの生でダラダラいかせて!!』のコーナー「第6回セクシー小学生ゴングショー」に出演。スタジオでクラリネットで『荒城の月』を演奏して優勝。次週よりレギュラー出演。
同年、セクシー小学生の中から選抜された者たちと共に「ねずみっ子クラブ」としてデビュー。ねずみっ子クラブの同期には仲根かすみや宮澤寿梨らがいた。
1993年、2枚のシングルをリリース。
同年、大竹省二撮影の写真集『少女亜美』（辰巳出版、ISBN 9784886410757）をリリース。ただしこの本は物議を醸し、彼女はねずみっ子クラブを脱退。中学校入学を機に芸能活動から身を引く。
2002年に映画『女囚カオリ・監禁懲罰房からの脱獄』に主役で出演。芸能界復帰。
その後、AV女優となった。大物アイドルグループからAV女優への転向例として、荒井美恵子（元ギリギリガールズ）などと共に言及されたことがある。
公式ブログの最後の更新は2007年07月25日。

## エピソード
- ねずみっ子クラブのメンバーとは仲が良くなかった。彼女はオーディションでなく、石橋貴明が「この子入れてみようよ」と言ったことが加入のきっかけで、ほかのメンバーにとってそれが気に入らなかったのだろうと述べている[5]。

- 「家庭に仕事は持ち込まない」と彼氏や親と約束しており、AV女優になってからも私生活に大きな変化はない[8]。

## フィルモグラフィ

### テレビ
とんねるずの生でダラダラいかせて!!（1991-1993年、日本テレビ）

### 映画
女囚カオリ・監禁懲罰房からの脱獄（2002年、ティーエムシー）

### アダルトDVD
- 山崎亜美 26歳 芸能人 元アイドルユニットねずみっ子クラブ（2007年2月8日、WOMAN）
- 元ねずみっ子クラブ 山崎亜美 ○○でダラダラいかせて!!（2007年3月8日、ナチュラルハイ）
- Age26 山崎亜美 2 芸能人 超高級中出しソープ嬢（2007年4月5日、WOMAN）
- 元ねずみっ子クラブ 山崎亜美 アムロコス!（2007年5月4日、ナチュラルハイ）
- 山崎亜美 26歳 芸能人 元アイドルユニットねずみっ子クラブvol.3（2007年6月7日、WOMAN）
- 元ねずみっ子クラブ山崎亜美の元グラビアアイドル・美人マネージャーさんをみんなでヤっちゃったビデオ（2007年6月21日、ナチュラルハイ）
- Age26 山崎亜美 4 芸能人 痴漢の虜（2007年7月5日、WOMAN）
- Age26 山崎亜美 5 芸能人 生中出し監禁レイプ（2007年8月4日、WOMAN）
- 痴女の法則（2007年9月1日、アイデアポケット）
- 性教育科女教師 山崎亜美（2007年10月1日、アイデアポケット）
- 誘惑ナースの癒し看護 山崎亜美（2007年11月1日、アイデアポケット）
- オトナ小悪魔の誘惑セックス 山崎亜美（2007年12月1日、ANIMALIJO）
- 貞操帯の女 3（2008年1月7日、アタッカーズ）共演：紅りんご
- FELLATIO FESTIVAL 8（2008年2月1日、アイデアポケット）
- 本物!元アイドル凌辱 業界残酷物語7 （2008年3月7日、アタッカーズ）
- 美人三姉妹 女組長凌辱処刑 極道の女 （2008年4月7日、アタッカーズ）
- 美人エステティシャン サイレントレイプ 声を出せない私 （2008年6月7日、アタッカーズ）
- ANIMALIJO 美熟女6人の濃厚セックス4時間 2 （2008年9月1日、ANIMALIJO）